# Quetrequén
Quetrequén är en ort i Argentina.   Den ligger i provinsen La Pampa, i den centrala delen av landet, 600 km väster om huvudstaden Buenos Aires. Quetrequén ligger 210 meter över havet och antalet invånare är 392.
Terrängen runt Quetrequén är platt. Runt Quetrequén är det mycket glesbefolkat, med 6 invånare per kvadratkilometer.. Närmaste större samhälle är Parera, 10,1 km söder om Quetrequén.
Trakten runt Quetrequén består till största delen av jordbruksmark.